# 阿尔多阿尔
阿尔多阿尔是葡萄牙波尔图区的一个堂区。总面积2.36平方公里，总人口13957人，人口密度5914人/平方公里。